# Перикардіоцентез
Перикардіоцентез або пункція перикардіальної порожнини, перикардіальна пункція (лат. pericardiocentesis, від грец. περι + κάρδιον + κέντησις = навколо + серце + проколювання) — медична маніпуляція, що застосовується для вилучення рідини з діагностичною або лікувальною метою з перикардіальної порожнини.

## Показання
- Тампонада серця
- Ексудативний перикардит із значним об'ємом випоту
- Гнійний перикардит для визначення збудника